# Karl Boekholt
Karl Boekholt (* 8. Januar 1902 in Kassel; † 1. August 1983 in Eutin) war ein deutscher Pflanzenbauwissenschaftler und Pflanzenzüchter.

## Leben

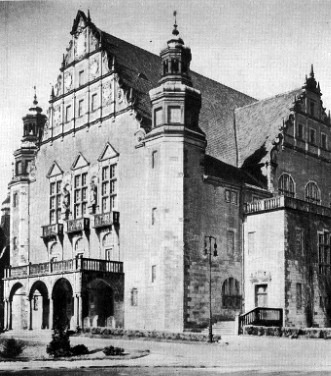
Reichsuniversität Posen, 1941

Karl Boekholt, Sohn des Studienrats Johann Wilhelm Boekholt (1861–1946) und Helene Boekholt, geb. Börner (1872–1940), studierte ab 1920 Landwirtschaft an der Georg-August-Universität Göttingen. 1922 wurde er im Corps Hildeso-Guestphalia Göttingen recipiert. Mit einer Doktorarbeit bei Otto Tornau wurde er 1927 in Göttingen promoviert. Anschließend arbeitete er zwei Jahre als Saatzuchtleiter in der Provinz Sachsen. Von 1929 bis 1934 war er Assistent am Institut für Pflanzenbau und Pflanzenzüchtung der Preußischen Landwirtschaftlichen Versuchs- und Forschungsanstalten Landsberg/Warthe. Hier beschäftigte er sich überwiegend mit Fragen des Getreidebaus und mit Weizen-Sortenversuchen.
1934/35 wirkte Boekholt als Assistent am Institut für Pflanzenbau der Friedrich-Schiller-Universität Jena. 1935 erhielt er eine Assistentenstelle an dem von Konrad Meyer geleiteten Institut für Ackerbau und Landbaupolitik der Universität Berlin. 1937 habilitierte er sich dort.  Als Privatdozent lehrte er drei Jahre in Berlin. 1941–1945 war er o. Professor und Direktor des Instituts für Acker- und Pflanzenbau der Reichsuniversität Posen. Nach 1945 war Boekholt als Saatzuchtleiter tätig, zunächst bei der Saatzucht Endreß in Horlachen (Ortsteil von Stammbach) und von 1955 bis 1971 bei der Saatzucht Dr. h. c. R. Carsten in Bad Schwartau (Ostholstein). Hier war er maßgebend beteiligt an der Züchtung neuer Weizensorten. Für seine Verdienste auf dem Gebiet der Saatzucht wurde er 1972 mit dem Bundesverdienstkreuz am Bande ausgezeichnet.

## Schriften
- Untersuchungen über die Morphologie der Sommergerste in Beziehung zu ihrem Wasserbedarf. Diss. math.-nat. Göttingen 1927. Auszug  in: Journal für Landwirtschaft Bd. 75, 1927, S. 161–174.
- Erträge und Leistungsreserven des Getreidebaus. Ein Beitrag zur landwirtschaftlichen Erzeugungsordnung im deutschen Raum. Kurt Vowinckel Verlag Heidelberg – Berlin 1937 = Beiträge zur Raumforschung und Raumordnung Bd. 4. Zugl.: Landw. Habil.-Schr. Berlin 1937.